# Piazzetta Nilo
Piazzetta Nilo es una plaza de Nápoles, en Italia. Está ubicada en el centro histórico de la ciudad, concretamente en el Decumano inferior, entre Piazza San Domenico Maggiore y Largo Corpo di Napoli, creando un único ensanche formado por las tres plazas.

## Historia y descripción
Recibe su nombre de la estatua del dios Nilo, emplazada en el adyacente Largo Corpo di Napoli y venerada, en la antigüedad, por la comunidad egipcia, de origen alejandrino, establecida en la próspera Nápoles grecorromana (Neápolis) por motivos comerciales. En la misma zona, los alejandrinos tenían su propio cardo nombrado vicus Alexandrinus, correspondiente a la actual Via Nilo o, según otros, a Via Mezzocannone. Desde agosto de 2011, el área es una zona peatonal.
En esta pequeña plaza se encuentran:
- la Iglesia de Sant'Angelo a Nilo;
- Palazzo Pignatelli di Toritto;
- Palazzo De Sangro di Vietri.[2][3][4]

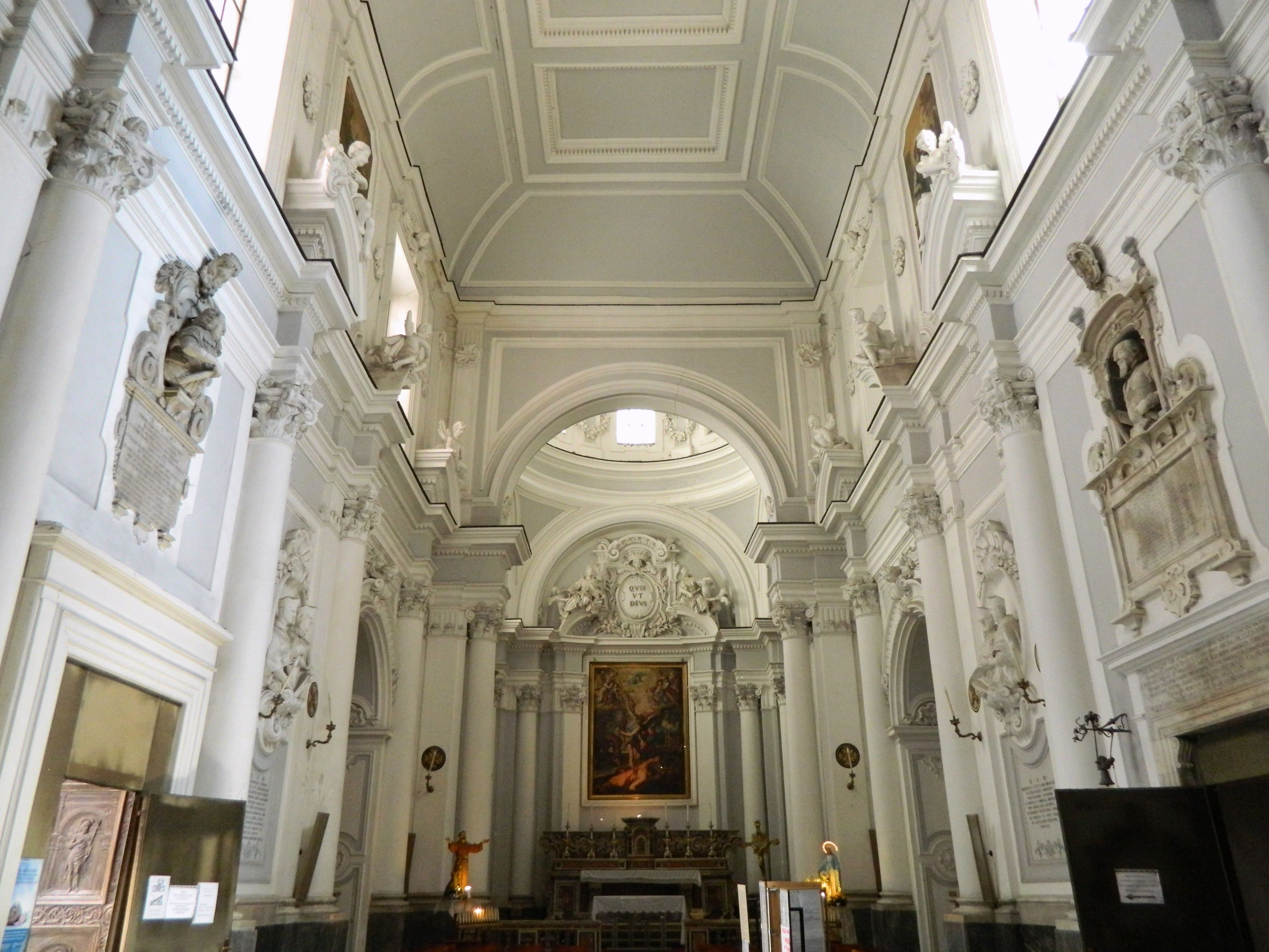
Iglesia de Sant'Angelo a Nilo
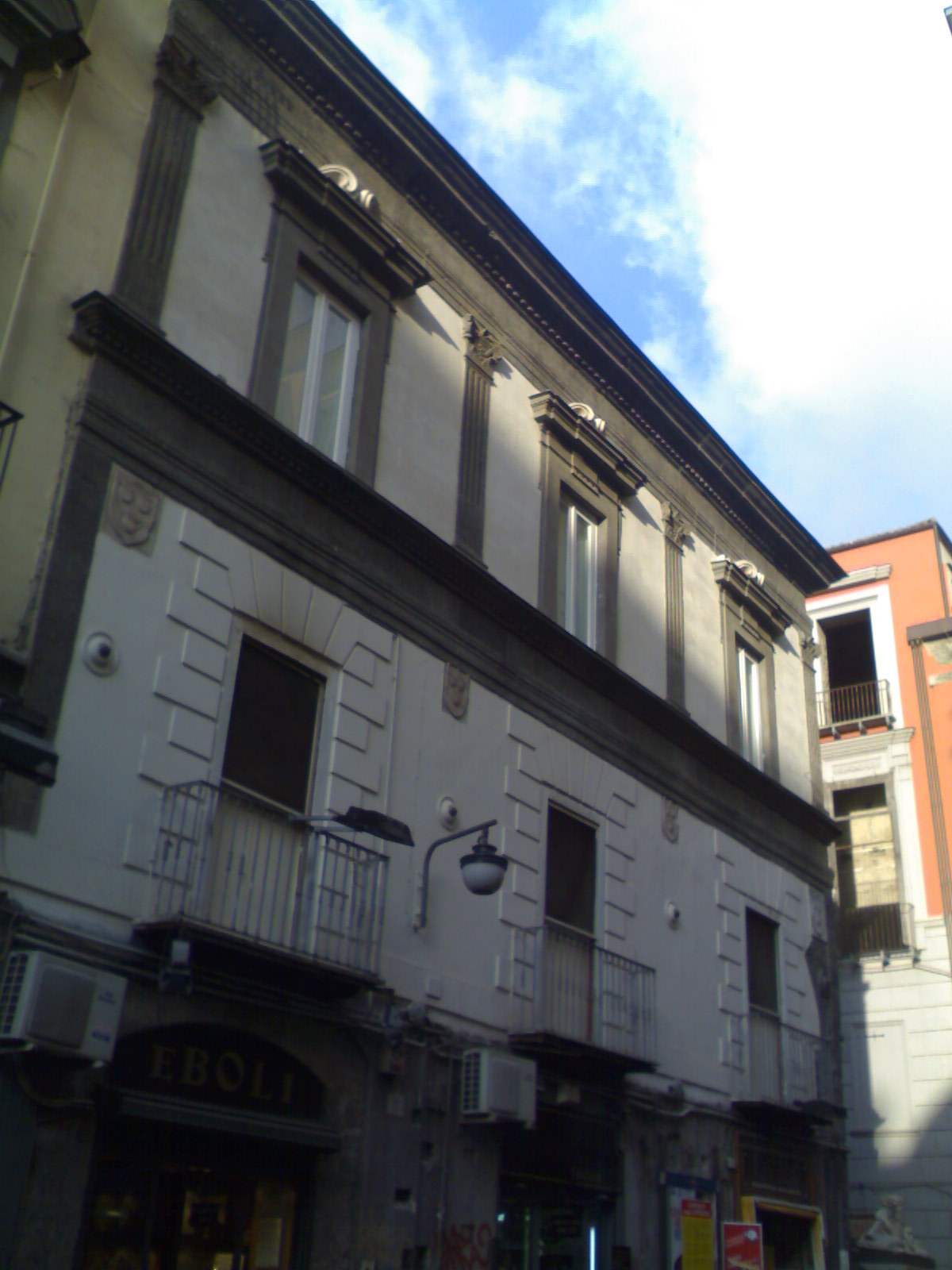
Palazzo Pignatelli di Toritto
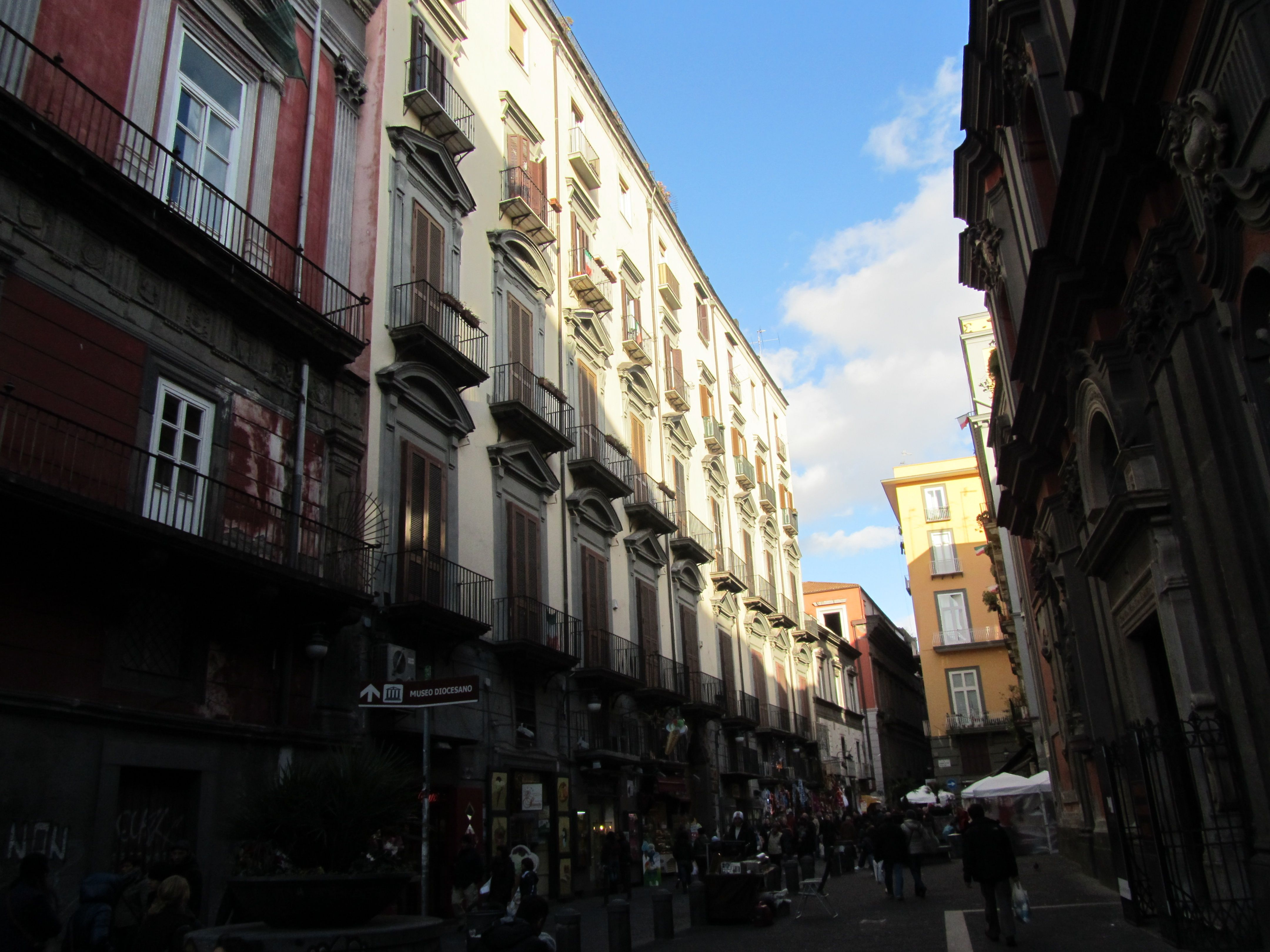
Palazzo De Sangro di Vietri